# Kanton Truchtersheim
Kanton Truchtersheim (fr. Canton de Truchtersheim) byl francouzský kanton v departementu Bas-Rhin v regionu Alsasko. Tvořilo ho 24 obcí. Zrušen byl po reformě kantonů 2014.

## Obce kantonu
- Berstett
- Dingsheim
- Dossenheim-Kochersberg
- Durningen
- Fessenheim-le-Bas
- Furdenheim
- Gougenheim
- Griesheim-sur-Souffel
- Handschuheim
- Hurtigheim
- Kienheim
- Kuttolsheim
- Neugartheim-Ittlenheim
- Osthoffen
- Pfettisheim
- Pfulgriesheim
- Quatzenheim
- Rohr
- Schnersheim
- Stutzheim-Offenheim
- Truchtersheim
- Willgottheim
- Wintzenheim-Kochersberg
- Wiwersheim